# 佐用町立中安小学校
佐用町立中安小学校（さようちょうりつ なかやすしょうがっこう）は、兵庫県佐用郡佐用町米田にあった公立小学校。卒業後は原則的に佐用町立上津中学校に進学した。佐用町立徳久小学校との統廃合により2014年3月に廃校となった。

## 沿革

### 経緯
佐用町立中安小学校は、1873年に米田・中島・多賀の3か村連合で設置された中州小学校が前身である。その後、中安尋常高等小学校、中安国民学校、中安村立中安小学校、南光町立中安小学校、佐用町立中安小学校と校名を変更した。

### 年表
- 1873年2月 - 中州小学校を設置
- 1900年6月 - 中安尋常高等小学校に改称
- 1907年4月 - 義務教育年限を延長し、尋常小学校６か年とする
- 1916年4月 - 高等科を併置し、中安尋常高等小学校に改称
- 1931年4月 - 中安村米田110番地に校舎落成
- 1941年4月 - 国民学校令により中安国民学校と改称
- 1947年4月 - 学制改革により国民学校廃止、中安村立中安小学校と改称
- 1950年7月 - 町村合併により南光町立中安小学校と改称
- 1990年4月 - 校舎改築、オープンスペースを設ける
- 1993年7月 - プールを新設する
- 1994年7月 - 砂場新設
- 1998年8月 - 下水道切替工事
- 1998年10月 - パソコン導入
- 1999年10月 - 兵庫県小学校中西播特別活動研究大会
- 2002年10月 - 町人権教育研究会
- 2002年12月 - 学校評議員設置
- 2005年10月 - 町合併により佐用町立中安小学校と改称
- 2005年11月 - 町人権教育研究会
- 2007年8月 - 教師用パソコン導入
- 2008年11月 - 西播磨地区生活科研究会大会
- 2009年3月 - パソコンルームPC入れ替え
- 2014年3月 - 佐用町立徳久小学校との統廃合により廃校

## 特色

### ノーチャイム
1990年にオープンスペースが設けられたのをきっかけに、ノーチャイムを実施していた。授業を弾力的に運用していくことで教育効果を高めること、児童らで時間を見ながら行動できる主体性の育成をねらいとしていた。

### オープンスクール
教室の壁が自由に移動できるなどオープンスペースをもつ学校であった。

### 特別活動
児童らの主体性を育てることと、集団活動を通して社会性を育て、人間関係を培っていく能力を高めることをねらいとして特別活動に力をいれて取り組んでいた。

## 通学区域
多賀、中島、米田、小山、安川、土井、宝蔵寺

## 進学先学校
- 佐用町立上津中学校

## 著名な出身者
- 南波美紅（元バレーボール選手）